# Сеница
Сеница (на сръбски: Сјеница или Sjenica) е град в Сърбия, Златиборски окръг, административен център на едноименните община Сеница и Сиенички санджак в Османската империя.
Градът се намира на пътя Нови пазар – Сеница – Нова варош, свързващ 2 важни пътища в Югозападна Сърбия: т.нар. Ибърска (на изток) и Златиборска магистрала (на запад).
Сеница е планинско и студено място. Населението на града е 14 060 души според преброяването от 2011 г.

## Личности
Родени в Сеница
- Анастас Средовски (Средовак), български революционер от ВМОРО, четник на Петър Ангелов[2] и на Константин Нунков[3]